# Gottfried Reiche

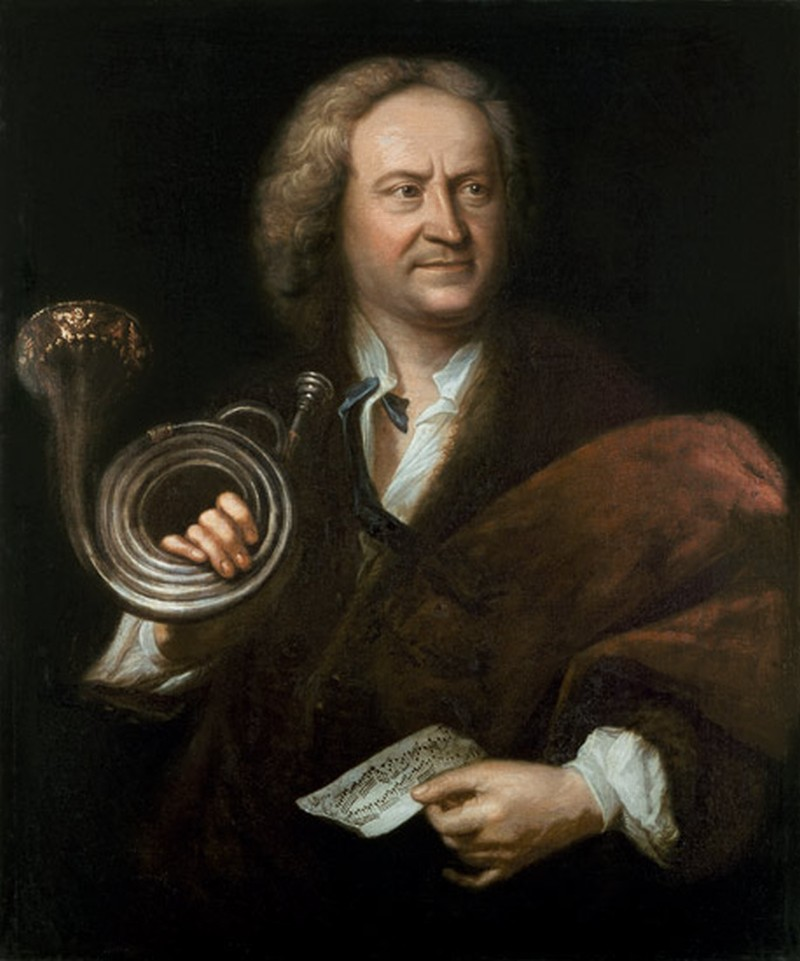
Retrato de Gottfried Reiche (1726) por Elias Gottlob Haußmann.

Gottfried Reiche (Weißenfels, 5 de febrero de 1667 – Leipzig, 6 de octubre de 1734) fue un trompetista  y compositor alemán de la época barroca. Es conocido sobre todo por haber sido en Leipzig el trompetista principal de su amigo Johann Sebastian Bach.